# Smederevska Palanka
Smederevska Palanka (în sârbă Смедеревска Паланка) este un oraș și o comună în districtul Podunavlje, Serbia.
Se află la o altitudine de 125 m deasupra nivelului mării. Are o suprafață de 422 km².

## Vezi și
- Aeroportul Smederevska Palanka